# Корони Сілли
Корони Сілли ймовірно створені в корейському царстві Сілла приблизно в V—VII століттях нашої ери. Корони були знайдені в Кьонджу, колишній столиці Сілла, а сьогодні одному з основних туристичних центрів Південної Кореї.
Владою Південної Кореї, корони були визнані Національними скарбами, і на цей час зберігаються в Національному музеї Кьонджу.

## Корони Сілли
Південна Корея офіційно надала статус «національних скарбів» (кор.: хангиль: 國국, ханча: 寶보, НЛ: gukbo) деяким з Корон Сілли, інші отримали статус «скарбів» (кор.: хангиль: 寶보, ханча: 物물, НЛ: bomul).
| Група              | Зображення | Інформація |
| ------------------ | --- | --- |
| Національні скарби | | Національний скарб № 87 (кор.: хангиль: 금관총 금관, ханча: 金冠塚金冠, НЛ: Geumgwanchong geumgwan, МР: Kŭmgwanch'ong kŭmgwan) — найбільша золота корона, що була знайдена. Могила Золотої Корони (Geumgwanchong) була названа на честь цього скарбу. Корона отримала статус «Національного скарбу Південної Кореї» 12 грудня 1962 року. Висота корони — 44 сантиметри, а діаметр — 19 сантиметрів. Це найбільша золота корона з Сілли, серед тих, які були знайдені. |
| Національні скарби | Національний скарб № 188 (кор.: хангиль: 천마총 금관, ханча: 天馬塚金冠, НЛ: Cheonmachong geumgwan, МР: Ch'ŏnmach'ong kŭmgwan) — в даний час знаходиться в Національному музеї Кьонджу. Корона отримала статус «188-го Національного скарбу Південної Кореї» 7 грудня 1978 року. Висота корони — 32,5 сантиметрів. | |
| Національні скарби | Національний скарб № 191 (кор.: хангиль: 황남대총 북분 금관, ханча: 皇南大塚北墳金冠, НЛ: Hwangnamdaechong bukbun geumgwan) — в даний час знаходиться в Національному музеї Кореї і є одним з найпопулярніших експонатів. Корона отримала статус «Національного скарбу Південної Кореї» 12 грудня 1978 року. Висота корони — 27,5 & сантиметрів, а золоті ланцюги та підвіски, що звисають з крони, відомі як Suhasik — від 13 до 30,3 сантиметра в довжину. | |
| Скарби             | | Скарб № 338 (кор.: хангиль: 금령총 금관, ханча: 金鈴塚金冠\|Geumnyeongchong geumgwan\|Kŭmnyŏngch'ong kŭmgwan}}) — в даний час знаходиться в Національному музеї Кореї. З висотою 27 сантиметрів і діаметром 15, це найменша та найпростіша корона Сілли, з тих, що були знайдені досі. |
| Скарби             | Скарб № 339 (кор.: хангиль: 서봉총 금관, ханча: 瑞鳳塚金冠, НЛ: Seobongchong geumgwan, МР: Sŏbongch'ong kŭmgwan) — золота корона з Сілли, на сьогодні знаходиться в Національному музеї Кореї. Висота корони — 30,7 сантиметрів, діаметр — 18,4 сантиметрів. | |
| Скарби             | Скарб № 631 Срібна корона (кор.: хангиль: 은관〈98호 남분, ханча: 銀冠〈98號南墳〉) — висота — 17,2 сантиметрів, діаметр — 16,6 сантиметрів | |